# Taki Unquy

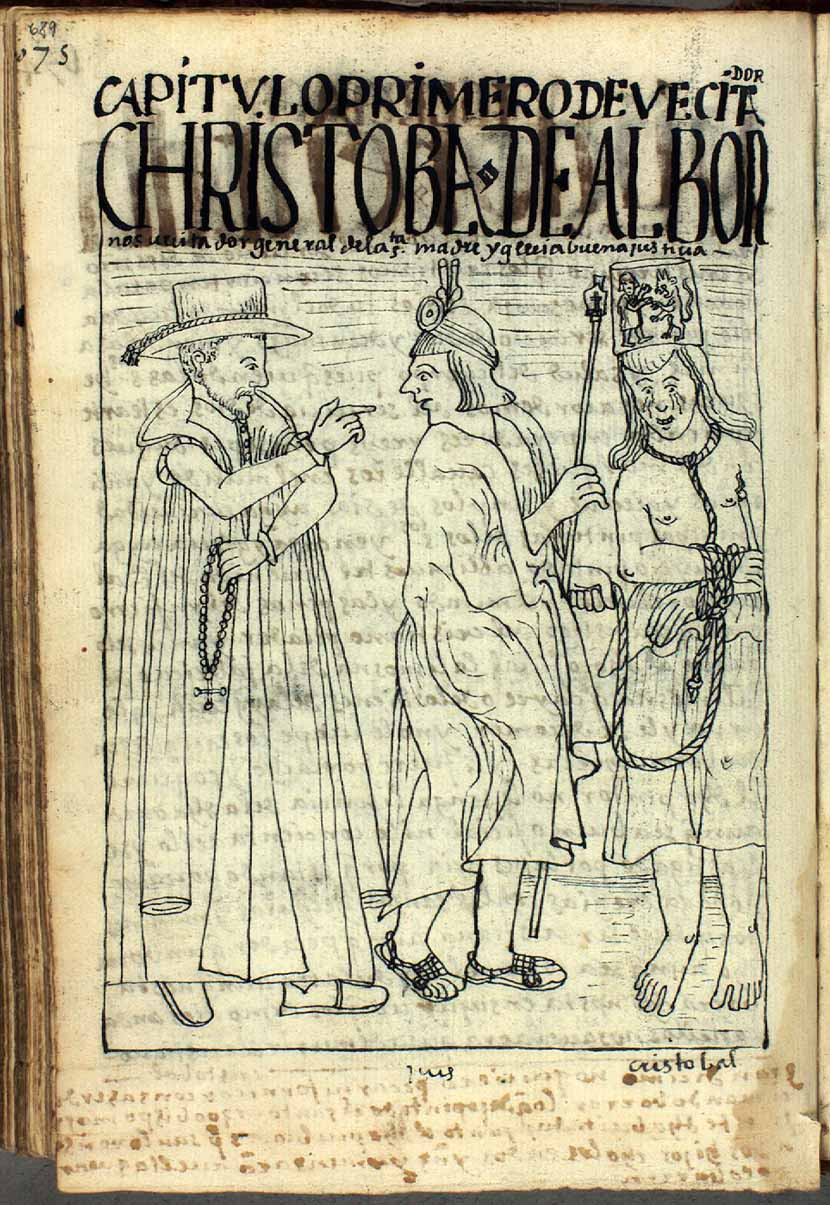
Le visiteur Cristóbal de Albornoz, découvreur du Taqui Unquy, selon Felipe Guamán Poma de Ayala.

Le Taki Unquy (en Quechua: maladie du chant ou maladie dansante), qui s'écrit également Taqui Ongoy, Taqui Onccoy, Taki Onqoy ou Taki Unquy dans ses variantes Quechua, Ayacucho, Chanca et autres langues, était un mouvement indigène de configuration complexe, qui émergea dans les Andes péruviennes entre 1564 et 1572 en réaction contre la récente invasion espagnole.

## Définition et signification
Dans les langues Quechua de l'Amérique du Sud, une huaca ou wak'a est un objet qui représente quelque chose de sacré, généralement un monument, mais le terme peut aussi désigner des sites naturels, tels que d'immenses rochers, ainsi que la tombe d'un ancêtre tutélaire ou légendaire. Ce concept existait bien avant l'empire inca qui le fusionna avec sa propre religion solaire pour en faire un outil d'unification du Tahuantinsuyu.
Le Taki Unquy reposait sur la croyance que les huacas, abandonnés par la diffusion forcée du christianisme et mécontent de cet abandon au profit d'une autre religion, pouvaient prendre possession des indigènes grâce à l'extase initiatique engendrée par la danse et le jeûne rituel.
Les huacas auraient donc commencé à reprendre possession des peuples autochtones, les faisant danser sur de la musique et annonçant la volonté des dieux tutélaires de restaurer la culture, la mythologie et la politique préhispaniques.
Une cérémonie permettait de vaincre le dieu européen et d'annuler le baptême pour ceux qui y participaient. L'objectif du mouvement était de vaincre le dieu catholique, de récupérer les Indiens baptisés et d'expulser les Espagnols. Il semble que le rituel avait une certaine efficacité si l'on en croit cette description d'une transe.

« cela a fait parler les Indiens, puis ils ont tremblé en disant qu'ils avaient les huacas en eux et beaucoup d'entre eux se sont mis à peindre leurs visages de couleur rouge et se rendaient ensuite dans des enclos (lieux) où les Indiens adoreraient le huaca ou l'idole qui avait possédé leur corps. »

## Histoire

### Origine
Le mouvement est né vers 1560 dans la province de Huamanga aujourd'hui département d'Ayacucho, d'où il s'est propagé à Huancavelica, Lima, Cuzco, Arequipa au Pérou, ainsi que Chuquisaca, Oruro et La Paz en Bolivie. Le Taki Onqoy s'est répandu principalement parmi les habitants indigènes des zones rurales des départements actuels d'Ayacucho, Huancavelica et Apurímac. Pendant des siècles, cette région aux racines culturelles de Chancas avait été soumise à la violence expansive des empires Huari, ensuite des troupes incas, puis de celle des conquistadors, encomenderos et des mineurs espagnols.
C'était à l'origine ce qu'on a appelé la « rébellion des Huacas », un mouvement religieux qui prônait le rejet du dieu chrétien imposé de manière violente et coercitive à la population indigène andine à la suite de la conquête espagnole de Tahuantinsuyo. Le mouvement prônait le retour au culte des huacas tutélaires là où ils ont été vénérés depuis toujours.
D'une rébellion contre le christianisme, le Taki Unquy s'est rapidement transformé en une révolte politique avec une idéologie conforme à la tradition andine. Les participants  croyaient que les huacas réincarnés retrouveraient toute leur ancienne puissance et vaincraient le dieu et les envahisseurs espagnols, pour rétablir l'équilibre d'un monde ravagé par la conquête.
Taxé de « maladie » par les Espagnols, c'était surtout un mouvement de résistance anticolonial, dont la principale caractéristique était l'abandon de tout ce qui avait été apporté par le conquérant et la volonté des indigènes de revenir à leurs propres croyances, dont on ils se souvenaient de la manière traditionnelle, par la répétition continue de chants à contenu historique ou rituel, accompagnés de danses endiablées qui duraient plusieurs jours.
L'idéologie du Taki Unquy marque une étape importante dans l'évolution des religions andines. Pour la première fois, après la Conquête, la population indigène renonce aux dieux officiels des Incas et proclame qu'une fédération de dieux, qui n'inclut pas le Soleil, va renverser le dieu chrétien et que les Espagnols seront jetés à la mer.

### Répression et déclin
Il semble que l'un des meneurs de ce que les Espagnols vont appelé une « idolâtrie » était un Indien originaire du Huamanga du nom de Juan Chocne (es).
Devant le danger de cette « épidémie », la couronne d'Espagne dépêche au Pérou en 1567 un prêtre de la cathédrale de Saint-Domingue (aujourd'hui en République Dominicaine) le père Cristóbal de Albornoz (es). Nommé visiteur apostolique (visitador) d'Arequipa en 1568, il est envoyé l'année suivante à Huamanga par le conseil ecclésiastique de Cuzco. Il y reste jusqu'en 1571 et au cours de sa mission il apprend l'existence du Taki Unquy.
Selon un rapport au roi d'Espagne Philippe II, il aurait participé à la répression du mouvement comme « extirpateur d'idolâtries » dans la vice-royauté du Pérou, entre la fin des années 1560 et le début des années 1570, sans que l'on connaisse le détail de son action. L'un de ses collaborateurs aurait été le futur chroniqueur indigène Felipe Guamán Poma de Ayala.
La rébellion a toutefois été durement réprimée. Chocne et les chefs spirituels ont été emmenés à Cuzco où ils ont dû rejeter publiquement leurs croyances. Les femmes participantes ont été confinées dans des couvents et les caciques ont été condamnés à une amende pour leur participation au soulèvement.

Le mouvement déclina en quelques années, la pratique aurait pris fin en 1572, mais l'espoir d'une « reconquête » survécut dans les cercles folkloriques et intellectuels.

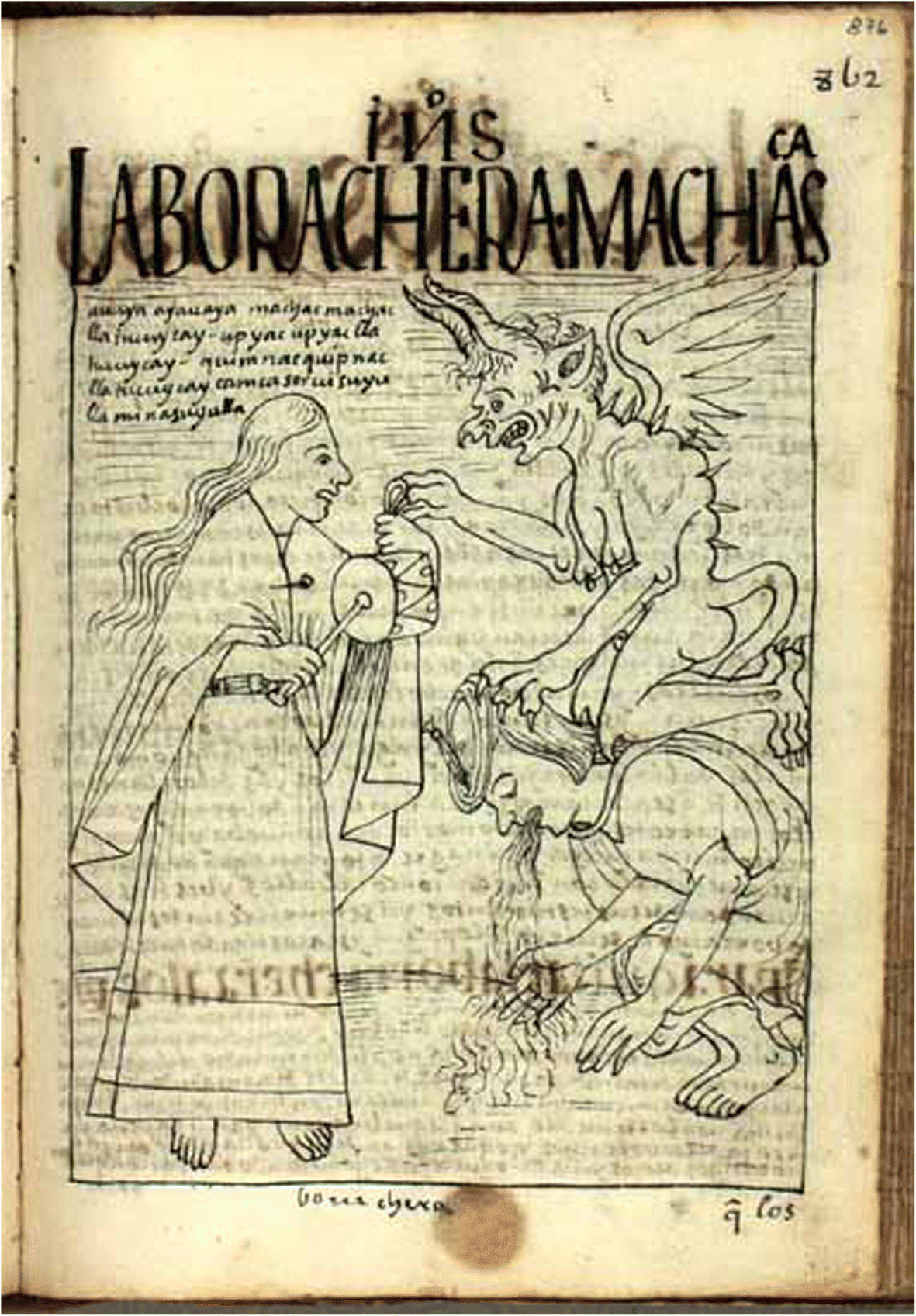
Dessin représentant «La Borachera, Machasca», par Guamán Poma de Ayala faisant peut-être référence à Taki Onqoy,.

Du côté espagnol par contre, la peur de cette rébellion aurait toutefois été si forte, que cinquante ans plus tard, lorsque le prêtre catholique, musicologue et linguiste Juan Pérez Bocanegra (1560-1645) a composé la première polyphonie en quechua l'hymne processionnel Hanacpachap cussicuinin, il a évité ostensiblement le terme « unquy » comme l'a fait remarquer Bruce Mannheim.

### Résurgences
Pendant longtemps oubliée, le Taki Unquy a été sauvé par l'historiographe péruvien Luis Millones en 1964 et depuis lors, elle a fait l'objet de revues et d'analyses constantes, car elle a permis de comprendre divers problèmes dans la société péruvienne contemporaine comme le processus historique des insurrections andines contre la domination espagnole au Pérou.
Jusque-là, on croyait que les mouvements de  Manco Inca II, Juan Santos Atahualpa, ou même plus tard celui de Túpac Amaru II, n'étaient que des manifestations politiques. L'étude du Taki Unquy a conduit à une meilleure compréhension des motivations culturelles et religieuses qu'ils impliquaient.
La signification du Taki Unquy a traversé les frontières du Pérou lorsque l'auteur-compositeur-interprète argentin Víctor Heredia a publié en 1986 un  album musical homonyme.
L'écrivain et dramaturge Hugo Bonet Rodríguez originaire de Puno a écrit une pièce intitulée « Taki Onqoy », qui a été mise en scène à plusieurs reprises, sur le repentir des «Indiens» après avoir aidé les Espagnols à vaincre les Incas et les conséquences historiques d'une telle action. La pièce est dans le livre du même nom, avec d'autres écrits de l'auteur.
Le Taky Unquy est actuellement présent dans le théâtre, les chansons, les danses, les feuilletons, les scénarios de films, etc.
Certains ont soutenu que la Danse des ciseaux (Danza de las tijeras) une danse mystique originaire de Huancavelica, d'Apurímac et d'Ayacucho, pourrait être une continuation jusqu'à nos jours des anciennes danses du Taky Unquy,.
Enfin, il commence à apparaître dans les peintures murales, du moins à Cuzco et à Lima.